# Bettina Jahnke
Bettina Jahnke (* 13. November 1963 in Wismar) ist eine deutsche Regisseurin und Intendantin.

## Leben
Die 1963 in Wismar geborene Bettina Jahnke absolvierte an der Theaterhochschule Leipzig ein Studium der Theaterwissenschaft, welches sie 1993 abschloss. Im Jahr 1994 begann sie am Staatstheater Cottbus als Regieassistentin und Regisseurin zu arbeiten. Die Jahre zwischen 1998 und 2007 nutzte sie, um als freischaffende Regisseurin an verschiedenen Theatern in Deutschland und in der Schweiz zu arbeiten. In dieser Zeit war sie auch als Dozentin an der Hochschule für Musik und Theater „Felix Mendelssohn Bartholdy“ Leipzig und ab 2005 als Oberspielleiterin am Staatstheater Cottbus tätig. Im Jahr 2009 wurde sie zur Intendantin am Rheinischen Landestheater Neuss berufen. Seit der Spielzeit 2018/19 ist Bettina Jahnke Intendantin des Hans Otto Theaters in Potsdam.
Bettina Jahnke ist Mitglied in der Intendant*innengruppe des Deutschen Bühnenvereins und im Netzwerk KulturMachtPotsdam.

## Theater (Regie / Auswahl)
- 2004: Friedrich Schiller: Die Räuber (Städtische Theater Chemnitz)
- 2006: William Shakespeare: Der Kaufmann von Venedig (Staatstheater Cottbus)
- 2006: Tennessee Williams: Die Katze auf dem heißen Blechdach (Staatstheater Cottbus)
- 2007: Bertolt Brecht, Kurt Weill: Die Dreigroschenoper (Staatstheater Cottbus)
- 2008: Ödön von Horváth: Kasimir und Karoline (Staatstheater Cottbus)
- 2009: Kay Pollack: Wie im Himmel (Rheinisches Landestheater Neuss)
- 2010: Fred Ebb, John Kander, Joe Masteroff: Cabaret (Rheinisches Landestheater Neuss)
- 2011: Rainer Werner Fassbinder: Lola (Rheinisches Landestheater Neuss)
- 2012: Koen Tachelet nach Joseph Roth: Hiob (Rheinisches Landestheater Neuss)
- 2013: Friedrich Hebbel: Die Nibelungen - Kriemhilds Rache (Rheinisches Landestheater Neuss)
- 2014: Andres Veiel: Das Himbeerreich (Rheinisches Landestheater Neuss)
- 2015: William Shakespeare: Richard III. (Rheinisches Landestheater Neuss)
- 2016: Juli Zeh: Corpus Delicti (Rheinisches Landestheater Neuss)
- 2017: Rebekka Kricheldorf nach Wilhelm Hauff: Das kalte Herz (Rheinisches Landestheater Neuss)
- 2018: Eugen Ruge: In Zeiten des abnehmenden Lichts (Hans Otto Theater Potsdam)
- 2019: Peter Jordan: The Queen's Men (Hans Otto Theater Potsdam)
- 2020: Wajdi Mouawad: Vögel (Hans Otto Theater Potsdam)
- 2021: Nis-Momme Stockmann: Das Imperium des Schönen (Hans Otto Theater Potsdam)
- 2022: Peter Shaffer: Amadeus (Hans Otto Theater Potsdam)
- 2023: Thomas Vinterberg und Mogens Rukov: Das Fest (Hans Otto Theater Potsdam)